# Pomnik Poległym w Służbie i Obronie Polski Ludowej
Pomnik Poległym w Służbie i Obronie Polski Ludowej – pomnik, który w latach 1985–1991 znajdował się na placu Żelaznej Bramy w Warszawie. Był największym pomnikiem w historii Warszawy po II wojnie światowej, jak również najkrócej stojącym.

## Historia
Monument powstał z inicjatywy delegatów z IX Zjazdu PZPR. Przewodniczącym Społecznego Komitetu Budowy Pomnika był gen. dyw. Wacław Czyżewski, a honorowym przewodniczącym marszałek Polski Michał Żymierski.
Rzeźbiarz Bohdan Chmielewski stworzył pomnik o masie 60 ton granitu i brązu o rozmiarach 16 × 20 m. Odsłonięto go 20 lipca 1985, w jubileuszowym roku 40-lecia Polskiej Rzeczypospolitej Ludowej, krótko po stanie wojennym, w okresie narastania nastrojów antykomunistycznych. Był negatywnie odbierany przez mieszkańców (m.in. był zwyczajowo określany jako „pomnik utrwalaczy” lub „UBelisk“).
Monument rozebrano w 1991. Po rozbiórce przewieziono go na teren bazy Zarządu Dróg Miejskich w Warszawie na Żeraniu. Fragmenty pomnika są eksponowane w parku pomników Fundacji Minionej Epoki w Rudzie Śląskiej.
W miejscu pomnika Poległym w Służbie i Obronie Polski Ludowej postawiono pomnik Tadeusza Kościuszki.